# مملكة إيطاليا (الإمبراطورية الرومانية المقدسة)

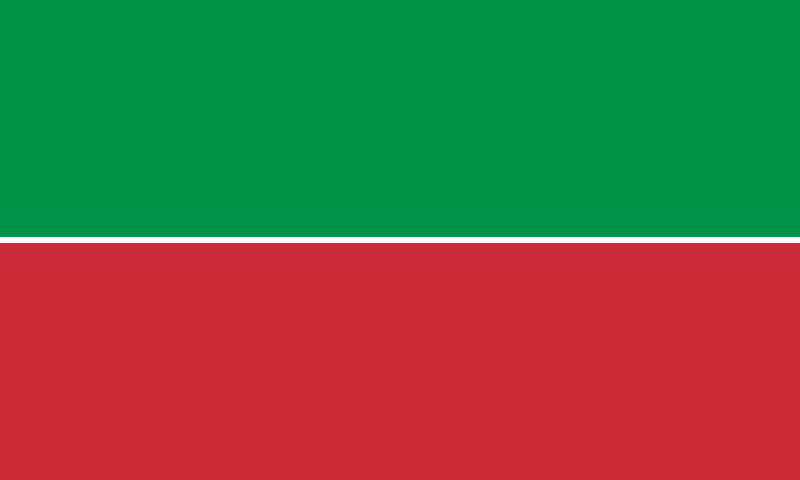

مملكة إيطاليا (باللاتينية: Italiae أو Regnum Italicum)، (بالإيطالية: Regno d'Italia) كانت إحدى الممالك المكونة للإمبراطورية الرومانية المقدسة (800-1806)، جنباً إلى جنب مع ممالك ألمانيا ومملكة بورغندي. وكانت تضم معظم شمال ووسط إيطاليا، ماعدا جمهورية البندقية. كان عاصمتها الأصلية بافيا حتى القرن ال11.